# Шатово (Тульская область)
Шатово — село в Дубенском районе Тульской области России.
В рамках административно-территориального устройства входит в Луженский сельский округ Дубенского района, в рамках организации местного самоуправления включается в Воскресенское сельское поселение.

## География
Расположено в 15 км к югу от районного центра, посёлка городского типа Дубна, и в 49 км к юго-западу от областного центра. 

## Население
| 2002 | 2010 |
| ---- | ---- |
| 177  | ↘155 |